# Mentzelia angurate
Mentzelia angurate är en brännreveväxtart som beskrevs av Weigend. Mentzelia angurate ingår i släktet Mentzelia och familjen brännreveväxter. Inga underarter finns listade i Catalogue of Life.